# Franse suites (J.S. Bach)

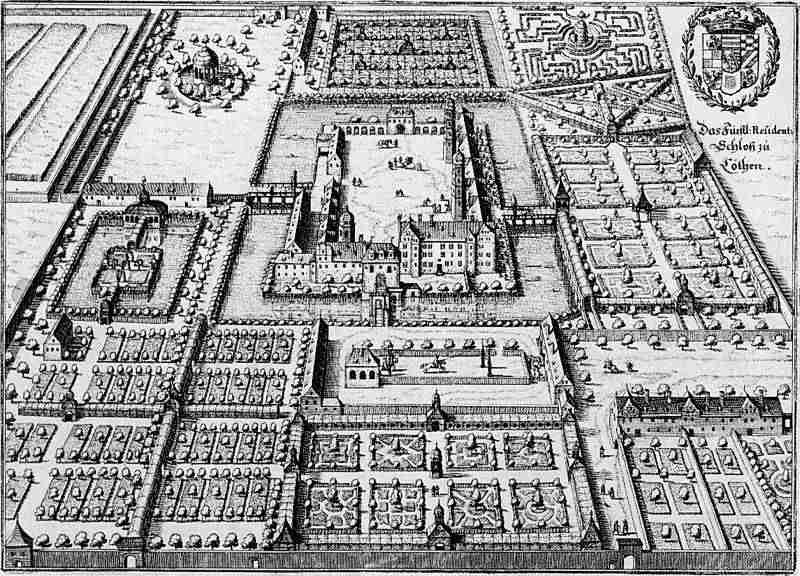
Köthen

Franse suites (BWV 812-817) is de titel waaronder een zestal suites voor klavecimbel van Johann Sebastian Bach bekend is. Bach noemde de werken zelf Suites pour le Clavessin (Suites voor het klavecimbel). De suites zijn geschreven in Bachs tijd in Köthen (1717-1723). De suites, zonder prelude, volgen de traditionele suitevorm: allemande – courante – sarabande – gigue, met toevoeging van alternatieve delen tussen sarabande en gigue. De suites zijn in verschillende versies overgeleverd, de suites 4 en 6 zelfs met een prelude.

## Opbouw

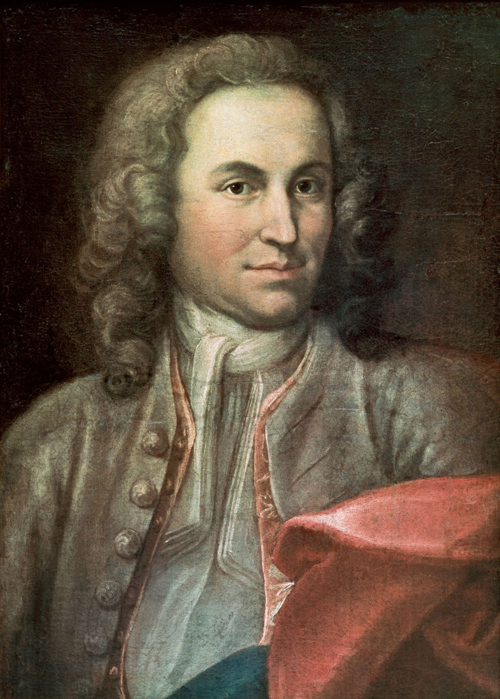
De jonge Bach

- De suites 1 t/m 3 zijn in kleinetertstoonsoorten geschreven, 4 t/m 6 in grotetertstoonsoorten.
- De zes suites hebben dezelfde eerste drie – voor een suite traditionele - delen en sluiten alle met een – even traditionele - gigue af:
  - Suite 1 in d, BWV 812: Allemande – Courante – Sarabande – Menuet I – Menuet II – Gigue
  - Suite 2 in c, BWV 813: Allemande – Courante – Sarabande – Air – Menuet – Gigue
  - Suite 3 in b, BWV 814: Allemande – Courante – Sarabande – Anglaise – Menuet – Trio – Gigue
  - Suite 4 in Es, BWV 815: Allemande – Courante – Sarabande – Gavotte – Menuet – Air – Gigue
  - Suite 5 in G, BWV 816: Allemande – Courante – Sarabande – Gavotte – Bourrée – Loure – Gigue
  - Suite 6 in E, BWV 817: Allemande – Courante – Sarabande – Gavotte – Polonaise – Menuet – Bourrée – Gigue

## De titel
Waarom de suites als 'Frans' worden aangeduid en een andere verzameling suites als Engels is onduidelijk (naar analogie hiervan spreekt men bij de Partita's BWV 825 - 830 zelfs van 'Duitse suites').
De eerste keer dat de titel 'Franse suites' vermeld wordt, is in een muziektraktaat uit 1762 van Friedrich Wilhelm Marpurg.
Andere verklaringen die zijn geopperd: alle delen van Bachs Franse suites zijn bij voorkeur met elegant te kenschetsen (wat dan impliceert dat de Engelse suites dit niet zijn). Klavecimbelsuites van Franse meesters beginnen echter veelal met een prelude. De Franse aanduiding 'suite' betekent immers 'gevolgd' (door verschillende dansvormen).
In de loop van de late 17de eeuw zou de aanduiding suite verzelfstandigd worden en zelfs een eigennaamsbetekenis krijgen.
Bachs Franse suites missen de facto inleidende preludes - de Engelse suites evenals de Partita's (waar inleidende delen zelfs andere titels en compositievormen betreffen) hebben die wel en zouden daarmee meer Frans zijn. De dansdelen in de Engelse suites staan bovendien dichter bij Couperin.
Argumenten voor de benaming Franse suite betreffen ook de lengte: hier is overeenkomst met de kortere suitedelen van François Couperin, met 8, 10 of 16 maten met herhalingen – een herhaling van dezelfde lengte.
Ten tweede is er in Bachs Franse suites weinig imiterend contrapunt – en meer van de style galant - en nauwelijks of niets van de Italiaanse concertostijl die bijvoorbeeld terug te vinden is de preludes van de Engelse suites. Maar eigenlijk zijn de 'Franse' suites niet Franser dan alle andere werken van Bach in dit genre.

## Oorsprong
Bachs belangstelling voor de suite gaat terug tot zijn begintijd als componist; dit overeenkomstig de mode waarbij rond 1700 de invloed merkbaar was van de Franse clavecinistes (de Franse componisten die voornamelijk voor het klavecimbel schreven en de klaviersuitevorm tot een hoogtepunt brachten: zoals Jacques Champion de Chambonnières, Jean Henri d'Anglebert, Louis Couperin, diens neef François Couperin) en Jean Philippe Rameau). Bachs broer Johann Christoph uit Ohrdruf had een verzameling suites aangelegd - voor zover zijn broer Johann Sebastian daarvoor al niet zelf het materiaal had aangeleverd - met op de Franse vorm gebaseerde suites van Duitse componisten (o.a. Johann Adam Reincken, Georg Böhm, Johann Kuhnau), maar ook van Franse componisten (Nicolas-Antoine Lebègue, Louis Marchand). Bach leerde de suite als muziekvorm kennen bij zijn mentor Georg Böhm in Lüneburg.
In vroege werken is de weerslag daarvan o.a. de Suite in a (BWV 832), de Partita in F (BWV 833) en de Overture in F (BWV 820). Deze stukken werden waarschijnlijk kort na 1700 geschreven. Voor het eind van Bachs periode in Weimar – dus voor 1717 – bracht hij een zestal suites samen die als Engelse suites (BWV 806-811) bekend zijn geworden.
De Engelse suites werd niet lang daarna gevolgd door een nieuwe verzameling, de zogenaamde Franse suites. Later zouden ze vanaf 1726 worden gevolgd door de Partita's (BWV 825-830). De eerste vijf Franse suites zijn in Bachs handschrift opgenomen in het Klavierbüchlein für Anna Magdalena Bach (1722), met de eerste drie suites onvolledig. Anna Magdalena heeft de eerste twee suites gekopieerd in haar tweede klavierboek, dat ze drie later begon samen te stellen. Die twee suites zijn al aanmerkelijk gewijzigd.

## Doel
De betrekkelijk lichte textuur en korte omvang van veel delen, de regelmatige vormen van de galante stijl doen vermoeden dat de Franse suites, meer dan de Engelse of de Partita's, geschreven zijn met leerlingen en lesdoeleinden in gedachte. De aantallen kopieën van studenten die bestaan versterkt dat beeld nog.
In zowel 18e-eeuwse manuscripten als in moderne uitgaven worden aan de Franse suites vaak twee andere suites toegevoegd, de suite in a (BWV 818) en in Es (BWV 819).
De vele bestaande kopieën die er van de suites bestaan onderstrepen het pedagogische belang van de werken. Ze werden gebruikt door Bach bij zijn lessen. Dansvormen werden als een belangrijk pedagogisch deel van de muziekopleiding gezien. Johann Philipp Kirnberger, een van Bachs bekendste leerlingen, bracht Bachs lesmethoden op zijn eigen leerlingen over: "Gute Tonlehrer haben ihre Schüler allerzeit hauptsächlich zu Tanzstücken verscheidener Art angehalten….Die verscheidenen Taktarten, die mannigfaltigen Einschnitte, die deutlicht markiert werden mußten, die jedem Tanzstück eigene Bewegung und Schwere oder Leichtigkeit im Vortrag, die Mannigfaltigkeit der Charaktere und des Ausdrucks übten die Spieler in den größten Schwierigkeiten und gewöhnten sie an einen sprechenden, ausdruksvollen und mannigfaltigen Vortrag….Mann sagte nicht, daß die Tanzstücke keinen Geschmack haben; sie haben mehr als das; sie haben Character und Ausdruck…Nur der, welcher sich hinlänglich darin geübt hat, kann ein Muster in Gesang werden...[ze helpen] eine völlige Kenntnis von Bewegung und Rhythmus zu erlangen und beide in die Gewalt zu bekommen".. Heinrich Nicolaus Gerber, een leerling van Bach – en later organist in Schwarzburg-Sondershausen -, schreef dat de leerling met de Inventies begon en "nachdem er diese zu Bachs Zufriedenheit durchstdirt hatte, folgten Reihe Suiten un dann das temperirte Klavier". Gerber maakte rond 1726 ook de nauwkeurigste bestaande kopie

## Geselecteerde discografie
- Bob van Asperen (Aeolus, AE-10084)

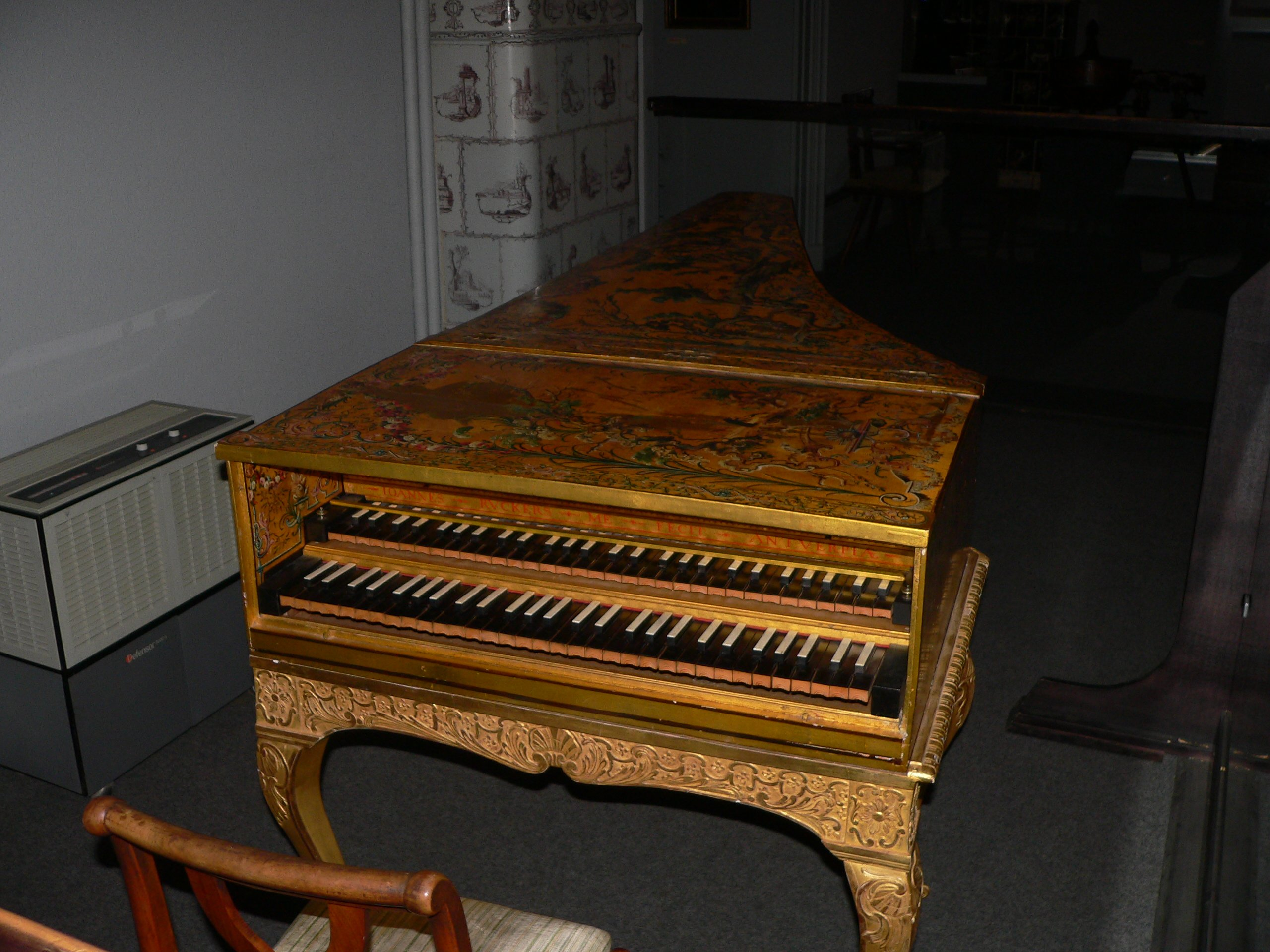
klavecimbel van Ruckers, Musée d'Art et d'Histoire de Neuchâtel; bespeeld door Rousset in zijn opname van de suites

- Christopher Hogwood (met de suites BWV 818 en 819; Decca-L'Oiseau-Lyre, 2CDs 411811)
- Ton Koopman (Erato, 4509-94805-2)
- Gustav Leonhardt (RCA Victor SEON, 2 CDs, GD 71963)
- Christophe Rousset (Ambroisie, AMB 9960)